# 康克里特 (科羅拉多州)
康克里特（英語：Concrete）是位於美國科羅拉多州弗里蒙特縣的一個非建制地區。該地的面積和人口皆未知。

## 地理
康克里特的座標為38°23′00″N 104°59′52″W / 38.38333°N 104.99778°W，而該地的平均海拔高度為1535米（即5036英尺）。